# Aubainerie
 (mars 2016).
Aubainerie est une chaîne de magasins québécoise qui propose des vêtements pour hommes, femmes, ados, enfants et bébés. Avec 58 magasins aux quatre coins du Québec, elle est le plus grand détaillant de vêtements de la province. Les magasins sont répartis sous deux enseignes : 43 magasins Aubainerie et 15 magasins Aubainerie Entrepôt. 

## Historique
C’est en 1944, à La Tuque, en Mauricie, que le premier magasin de la chaîne voit le jour sous le nom de L’Économie. Au cours des années suivantes, d’autres succursales ouvrent leur porte, dirigées par des membres de la famille fondatrice.
La chaîne prend réellement son envol en 1980[réf. souhaitée], lorsqu’un groupe de propriétaires modifie l’image et crée une nouvelle bannière, Les magasins Croteau. Il en a résulté finalement des magasins agrandis, un affichage uniformisé et un pouvoir d’achat commun. 
En 1997, la chaîne adopte le nom de Aubainerie et s'oriente sur les nouvelles tendances, tout en maintenant des prix accessibles[réf. nécessaire]. De nouveaux magasins ouvrent sous le nom de L’Aubainerie Concept Mode. La croissance du réseau devient alors fulgurante : de 1996 à 2010, le chiffre d’affaires est quadruplé.
En 2010, L'Aubainerie injecte 12  millions de dollars dans l’ouverture de 9 nouveaux magasins et 2 millions dans la rénovation de magasins existants.

## Fondation Aubainerie
Par l’entremise de son association avec la Fondation maman Dion, Aubainerie est venue en aide, depuis 2006, à plus de 5 000 enfants issus de milieux moins nantis en leur permettant de commencer l’année scolaire sur un pied d’égalité. La chaîne Aubainerie a également contribué à la recherche pédiatrique au Québec en versant près de 25 000 $ par année à la Fondation des Étoiles.
En 2011, les franchisés de Aubainerie ont décidé de mettre de l’avant l’idée d’une fondation au nom de la bannière et de consolider les efforts de chacune des succursales pour redonner davantage. Depuis sa création, la Fondation Aubainerie a recueilli plus de 675 000 $, qui ont été redistribués à 93 organismes de la province. 

## Cégep Marie-Victorin
Aubainerie est associée au Cégep Marie-Victorin dans la réalisation du concours Mode Académie qui vise à favoriser la transition des étudiants en mode vers le marché du travail. Les lauréats reçoivent une bourse en argent, ainsi qu'un stage au siège social de Aubainerie afin de se familiariser avec le marché du travail et acquérir une expérience pertinente dans le domaine. Plus de 80 000 $ ont été remis en bourses et stages au cours des cinq dernières éditions du concours.